# Liste der Monuments historiques in Boulot
Die Liste der Monuments historiques in Boulot führt die Monuments historiques in der französischen Gemeinde Boulot auf.

## Liste der Immobilien
| Bezeichnung       | Beschreibung | Standort               | Kennzeichnung | Schutzstatus | Datum | Bild           |
| ----------------- | --- | ---------------------- | ------------- | ------------ | ----- | -------------- |
| Château de Boulot | Schloss, ab dem 17. Jahrhundert; Corps de Logis um 1763 erneuert, Architekt Claude-Damien Gardaire, mit bauzeitlicher Ausstattung, um 1829 aufgestockt; mit den Wirtschaftsgebäuden, dem Gewächshaus, den schmiedeeisernen Toren und der Umfassungsmauer | 1 rue du Moulin (Lage) | PA00132859    | Inscrit      | 1994  | weitere Bilder |

## Liste der Objekte
| Bezeichnung                                        | Beschreibung                                                                                      | Standort                           | Kennzeichnung | Schutzstatus | Datum | Bild |
| -------------------------------------------------- | ------------------------------------------------------------------------------------------------- | ---------------------------------- | ------------- | ------------ | ----- | ---- |
| Glocke                                             | Bronze, 1730 gegossen                                                                             | in der Kirche St-Christophe (Lage) | PM70000134    | Classé       | 1942  |      |
| Kanzel                                             | Holz, Schmiedeeisen, Mitte des 18. Jahrhunderts                                                   | in der Kirche St-Christophe (Lage) | PM70000135    | Classé       | 1970  |      |
| Gemälde Weinwunder des heiligen Theodor von Sitten | Ölfarbe auf Leinwand, Ende des 18. Jahrhunderts                                                   | in der Kirche St-Christophe (Lage) | PM70003731    | Inscrit      | 2007  |      |
| Linker Seitenaltar                                 | mit Wandvertäfelung; Holz, 18. Jahrhundert                                                        | in der Kirche St-Christophe (Lage) | PM70003732    | Inscrit      | 2007  |      |
| Rechter Seitenaltar                                | mit Wandvertäfelung; Holz, 18. Jahrhundert; Altartisch provisorisch als Zelebrationsaltar genutzt | in der Kirche St-Christophe (Lage) | PM70003733    | Inscrit      | 2007  |      |
| Gemälde Heiliger Karl Borromäus                    | Ölfarbe auf Leinwand, 18. Jahrhundert                                                             | in der Kirche St-Christophe (Lage) | PM70002213    | Inscrit      | 1974  |      |
| Pietà                                              | Stuck, farbig gefasst, 18. Jahrhundert                                                            | in der Kirche St-Christophe (Lage) | PM70002214    | Inscrit      | 1974  |      |